# Eleccions legislatives austríaques de 1994
Les eleccions legislatives del 1994 a Àustria, al Consell Nacional van ser el 3 d'octubre de 1994. Els socialdemòcrates foren la força més votada i Franz Vranitzky fou nomenat canceller, però el 1997 va dimitir i fou substituït per Viktor Klima.

## Resultats
Resum del 3 d'octubre de 1994 Consell Nacional d'Àustria resultats electorals
| Partits                    | Partits | Vots      | +/- | %     | +/-  | Escons | +/- |
| -------------------------- | --- | --------- | --- | ----- | ---- | ------ | --- |
|                            | Partit Socialdemòcrata d'Àustria (Sozialdemokratische Partei Österreichs)                                  | 1.617.804 |     | 34,9  | -7,9 | 65     | -15 |
|                            | Partit Popular d'Àustria (Österreichische Volkspartei)                                                     | 1.281.846 |     | 27,7  | -4,4 | 52     | -8  |
|                            | Partit Liberal d'Àustria (Freiheitliche Partei Österreichs)                                                | 1.042.332 |     | 22,5  | +5,9 | 42     | +9  |
|                            | Els Verds (Die Grünen – Die Grüne Alternative)                                                             | 338.538   |     | 4,8   | -2,5 | 9      | -4  |
|                            | Fòrum Liberal (Liberales Forum)                                                                            | 276.026   |     | 7,3   | +2,5 | 13     | +3  |
|                            | NO-Iniciativa Ciutadana contra la Venda d'Àustria (Nein - Bürgerinitiative gegen den Verkauf Österreichs ) | 41.492    |     | 0,9   |      | —      | ±0  |
|                            | Partit Comunista d'Àustria (Kommunistische Partei Österreichs)                                             | 11.919    |     | 0,3   | -0,3 | —      | ±0  |
|                            | Comunitat Electoral Cristiana (Christliche Wählergemeinschaft)                                             | 9.051     |     | 0,1   |      | —      | ±0  |
|                            | Verds Units d'Àustria (Vereinte Grüne Österreichs)                                                         | 5.776     |     | 0,1   | -1,9 | —      |     |
|                            | Partit de la Llei Natural d'Àustria (Österreichische Naturgesetzpartei)                                    | 4.209     |     | 0,1   |      | —      |     |
|                            | Ciutadans Verds d'Àustria-Demòcrates Lliures (Bürgerliche Grüne Österreichs - Freie Demokraten)            | 2.504     |     | 0,1   |      | —      |     |
|                            | Partit dels Animals (Die Beste Partei)                                                                     | 581       |     | 0,01  |      | —      |     |
|                            | Total (participació 80,24%)                                                                                | 4.633.114 |     | 100.0 |      | 183    |     |
| Font: Siemens Austria, BMI | |           |     |       |      |        |     |